# Huế
Huế (tidligere provinsen Thừa Thiên Huế) er den sydligste kommune i den vietnamesiske region Bắc Trung Bộ (den nordlige centralregion). Kommunen blev dannet 1. januar 2025. Den har 1.236.393 (2023) indbyggere.
Den historiske by Huế, som indtil 2025 var hovedbyen i provinsen Thừa Thiên Huế, ligger i den nye kommune på kysten til det Sydkinesiske hav. Den var hovedstad i Nguyễn-dynastiet fra 1802 til 1945 og senere for protektoratet Annam under Fransk Indokina.
Byens økonomi er primært bygget op omkring turisme, da den indeholder et af de få verdensarvsområder i Vietnam, Kejserbyen Huế.
Under Vietnamkrigen var Huế skueplads for et af krigens mest blodige slag, der i dag er kendt som Slaget om Huế.